# Granica egipsko-izraelska

## Kształtowanie się granicy
Państwo Izrael ogłosiło swoje powstanie w roku 1948. W latach 1948–1949 trwała I wojna izraelsko-arabska. Po jej zakończeniu uformowała się granica egipsko-izraelska.
Przebieg granicy pokrywał się z ustaloną w 1922 roku granicą pomiędzy Egiptem i brytyjskim mandatem Palestyny.
W 2018 r. w mediach pojawiły się informacje nt. projektu planu pokojowego opracowanego w administracji Donalda Trumpa, w ramach którego strefa Gazy zostałaby powiększona czterokrotnie przez włączenie terytoriów należących do Egiptu, w zamian Egipt uzyskałby terytoria izraelskie wzdłuż dotychczasowej granicy między tymi państwami, a Izrael uzyskał część obszaru Zachodniego Brzegu Jordanu z osiedlami żydowskimi.

## Przebieg granicy
Granica biegnie od Morza Śródziemnego do Morza Czerwonego. Na odcinku 11 kilometrów nad Morzem Śródziemnym biegnie jako granica Egiptu ze Strefą Gazy.

### PrzygranicznemuhafazyEgiptu
- Synaj Północny
- Synaj Południowy

### Przygraniczne dystrykty Izraela
- Strefa Gazy
- Dystrykt Południowy

## Galeria

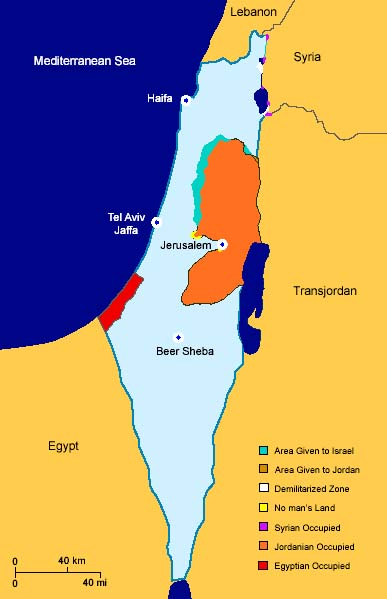
Granice Izraela po zakończeniu walk o niepodległość.
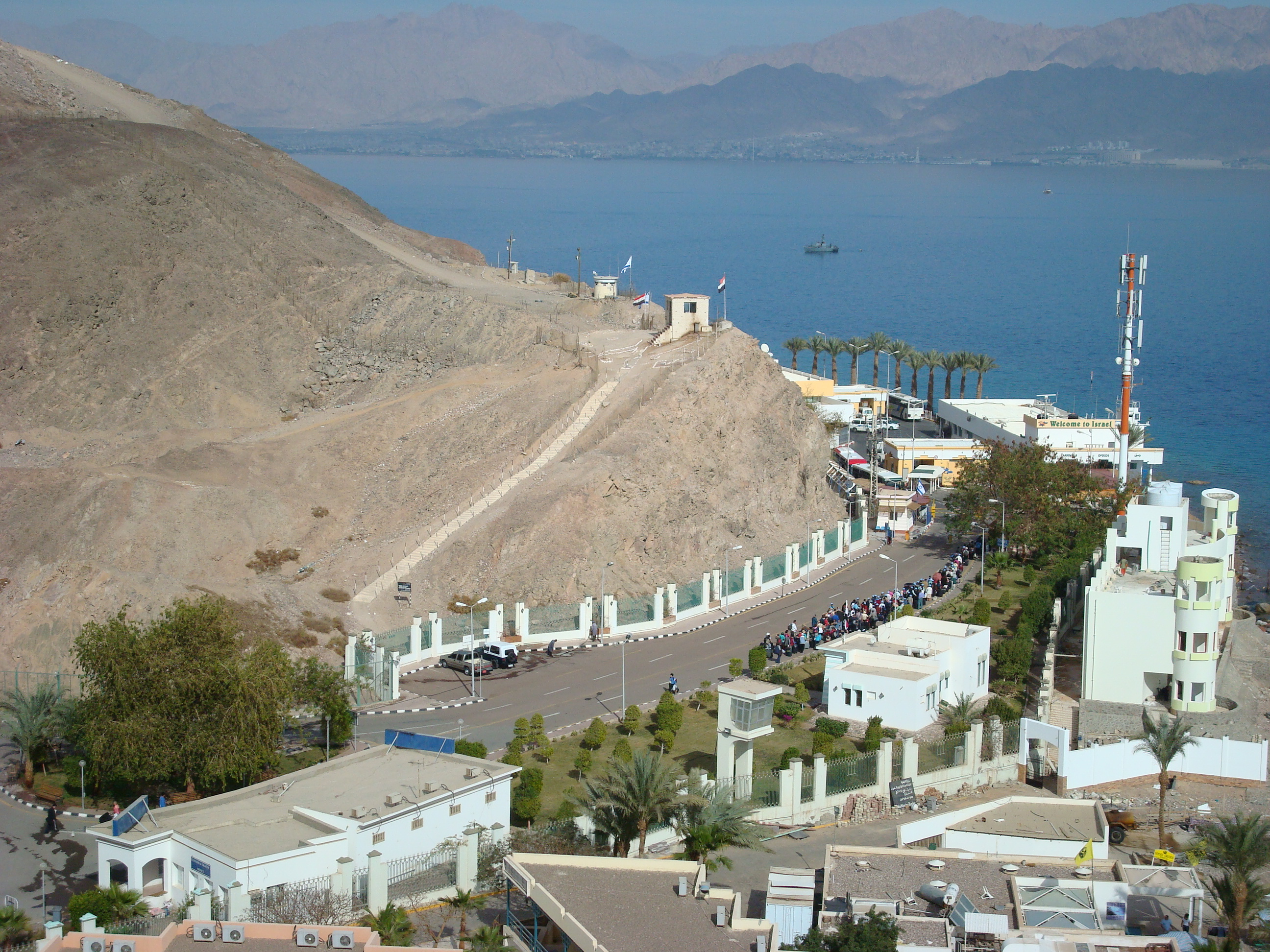
Przejście graniczne.